# Почётный гражданин Алчевска
Почётный гражданин Алчевска — звание присваиваемое достойнейшим людям Алчевска, активно проявивших себя в общественно-политической жизни города Алчевска.
Звание учреждено в 1964 году.

## Список почётных граждан Алчевска
Звания удостоены 39 жителей города Алчевска:
- Берещанский, Василий Николаевич (1896—1977) — революционер, ветеран войны, партийный и общественный деятель, орденоносец[1].
- Богданова, Евгения Андреевна (1926—2018) — Заслуженный врач Украинской ССР (1971), главврач Алчевской городской больницы (1949—1998)[2]
- Бондаренко, Григорий Иванович (род. 1929) — Заслуженный строитель Украинской ССР (1983). Почётный гражданин Алчевска (2007)[3]
- Боровенский, Василий Афанасьевич (род. 1935) — строитель, ответственный работник Коммунарского горисполкома (1975—1997)[4]
- Ванжа, Николай Леонтьевич (1939—2017) — ответственный работник ОАО «Металлургремонт». Заслуженный металлург Украины (2010)[5]
- Волобуев, Анатолий Иванович (род. 1953) — советский и украинский спортсмен. Заслуженный тренер Украины. Почётный гражданин Алчевска (2006)[6]
- Гмыря, Пётр Арсентьевич (1905—1967) — государственный деятель, Герой Социалистического Труда (1956), Почётный гражданин Коммунарска (1965)[7]
- Депутатов, Иван Степанович (1921—1999) — советский партийный деятель, участник и ветеран войны, герой Советского Союза, кавалер ордена Красной Звезды[8]
- Дорофеев, Владимир Николаевич (1941—2016) — кандидат технических наук (1970); Заслуженный деятель народного образования Украины (1994)[9]
- Дубовая, Вера Николаевна (род.1942) — водитель Алчевского троллейбусного парка, ветеран труда, Почётный гражданин Алчевска (1991)[10]
- Егоров, Ювеналий Иванович (1923—2013) — ветеран войны, педагог—историк, профессор кафедры социально-гуманитарных дисциплин ДонГТУ[11]
- Жердев, Анатолий Васильевич (1921—1996) — государственный деятель, орденоносец; Заслуженный металлург Украинской ССР[12]
- Захарова, Маина Александровна (род. 1939) — общественный деятель, ветеран труда. Почётный гражданин Алчевска (2007)[13]
- Зеленов, Анатолий Борисович (1927—2010) — Заслуженный работник высшей школы Украины. Почётный гражданин Алчевска (2007)[14]
- Киракозова, Марксина Георгиевна (1925—2017) — актриса, хореограф, основатель детского танцевального ансамбля «Юный металлург»[15]
- Кириченко, Николай Егорович (род. 1948) — партийный и государственный деятель; с 1998 по 2006 — городской голова Алчевска[16]
- Кирпиченко, Григорий Михайлович (1935—2003) — спортсмен—педагог, Заслуженный тренер Украинской ССР (1988), Почётный гражданин Алчевска (2003)[17]
- Козлов, Михаил Павлович (род. 1938) — почётный металлург СССР (1997), кавалер орденов Трудового Красного Знамени (1976) и Ленина (1986)[18]
- Копанева, Светлана Александровна (1930—2012) — педагог; Заслуженный учитель УССР (1977). Почётный гражданин Алчевска (1987)[19]
- Корзинкин, Владимир Фёдорович (1933—2004) — сталевар, Герой Социалистического Труда (1971); Почётный гражданин Алчевска (1983)[20]
- Коротецкий, Василий Петрович (род. 1947) — хирург, Заслуженный врач Украины (2009), Почётный гражданин Алчевска (2012)[21]
- Котыхов, Леонид Петрович (1936—2006) — ответственный работник; кавалер двух орденов Трудового Красного Знамени[22]
- Кошура, Андрей Фёдорович (1929—1999) — электромонтажник треста «Донбасспромэлектромонтаж», Герой Социалистического Труда (1971)[23]
- Луговской, Алексей Иванович (1932—2005) — сталевар мартеновского цеха КМЗ. Герой Социалистического труда (1966)[24]
- Малков, Дмитрий Иванович (1905—1968) — ветеран войны, орденоносец, видный общественный деятель. Почётный гражданин Алчевска (1965)[25]
- Марченко, Виктор Николаевич (1934—1985) — металлург, Герой Социалистического Труда (1971). Почётный гражданин Коммунарска (1983)[26]
- Миначенков, Николай Гаврилович (1933—2020) — сталевар, Герой Социалистического труда (1976). Почётный гражданин города Коммунарска (1983)[27]
- Серопян Эдуард Шаваршевич (1942—2020) — мастер спорта СССР (1963), Заслуженный тренер Украинской ССР (1989). Почётный гражданин Алчевска (2011)[28]
- Солод, Николай Андреевич (род. 1939) — художник-педагог, директор городской художественной школы. Почётный гражданин Алчевска (2002)[29]
- Стороженко, Павел Петрович (1928—1997) — бригадир стройбригады СУ «Стальстрой» треста «Алчевскстрой», Герой Социалистического труда (1966)[30]
- Тонкоус, Виталий Васильевич (род. 1938) — Заслуженный работник промышленности Украины. Почётный гражданин Алчевска (2009)[31]
- Устименко, Александр Николаевич (род. 1963) — настоятель Свято-Николаевского кафедрального храма  [32]. Почётный гражданин Алчевска (2013)[33]
- Шевченко, Тарас Григорьевич (род. 1954) — государственный деятель, Почётный гражданин Алчевска (2006); Герой Украины (2007)[34]
- Якименко, Григорий Саввич (1928—2019) — Заслуженный металлург Украины (1996). Почётный гражданин Алчевска (2003)[35]
- Якименко, Полина Дмитриевна (род. 1935) — врач, акушер-гинеколог, Заслуженный врач Украины (1996). Почётный гражданин Алчевска (1995)[36]
- Ямковой, Андрей Андреевич (1924—2016) — ветеран войны, полковник в отставке, историк-краевед, член Национального союза журналистов Украины[37].